# Юровская, Римма Яковлевна
Ри́мма Я́ковлевна Юро́вская (27 сентября 1898, Феодосия — 17 июля 1980, Ленинград) — одна из организаторов молодёжного коммунистического движения на Урале в 1917 году.
Член КПСС, ЦК РКСМ первого и второго состава, секретарь ЦК РКСМ.
Фото и автограф: , 

## Биография
Дочь Якова Михайловича Юровского — революционера, советского партийного и государственного деятеля, террориста, чекиста, одного из главных участников расстрела бывшего императора Николая II и его семьи в Екатеринбурге.
Римма Яковлевна родилась в 27 сентября 1898 года в г. Феодосии (Крым) в семье ремесленника (часового мастера). В 1904 г. семья Юровских переехала в г. Томск. Здесь Римма Яковлевна училась в 4-классной городской школе, а в Екатеринбурге, из-за политической неблагонадёжности отца — Якова Михайловича Юровского, её не принимали учиться и только в 1914—1917 гг. во время Первой мировой войны, когда отца взяли в солдаты, приняли её в гимназию, где и проучилась до 1917 года. Во время войны училась и работала в фотографии, помогая матери. Революция Римму Яковлевну застала учащейся Екатеринбургской 2 женской гимназии. Именно там и началась революционная работа по борьбе с реакционной частью учащихся и преподавателей, будучи в «революционном меньшинстве».
4 апреля 1917 Римма вступила в РСДРП(б), где уже были активными работниками отец и мать — Мария Яковлевна Юровская, член партии с 1917 г. В эти же дни создаётся юношеская организация при РСДРП(б) при Екатеринбургском комитете и Римму избирают председателем.
В августе 1917 г. при создании «Социалистического Союза Рабочей Молодёжи 3 Интернационал» была избрана председателем Союза, затем на 1 Областном Съезде Совета в декабре 1917 г. зам. председателем, потом председателем Уралобкома ССРМ. В марте 1918 г. с «Сотней Молодёжи» уходит на Дутовский фронт в качестве «сестры милосердия» в дружину Ивана Михайловича Малышева, участвуя в боях на всём пути Дутовского похода.
Поработав пару месяцев в Областном отделе, уходит на Чехословацкий фронт. Участвовала в боевых действиях сестрой милосердия. После создания 3 армии на Колчаковском фронте работала до января 1919 г. в политотделе в бюро печати (г. Пермь). В 1918 г., будучи избранной на 2 Уральском Областном Съезде РКСМ делегатом на 1 Всероссийский съезд РКСМ, избрана членом ЦК РКСМ. Возвратившись со съезда снова в армию, по постановлению Уралобкома РКП(б) она начинает работать по организации молодёжи. Уралобком комсомола переезжает в город Вятка и временно прекращает свою деятельность. Затем избрана председателем Вятского губкома РКСМ. После освобождения Урала Красной Армией, возвращается в Екатеринбург, где снова избрана председателем Уралобкома. Посылается делегатом на 2 Всероссийский Съезд РКСМ. Была избрана секретарём ЦК ВЛКСМ.
С 1920—1921 поступает на работу в Ростов-на-Дону секретарём Юго-Восточного Бюро ЦК ВЛКСМ. В 1922 г. ЦК ВКП(б) Римму Яковлевну посылает на учёбу в Комвуз имени Свердлова (Москва).
В 1924 г. досрочно была выпущена из Комвуза и работала в Пропагандистской группе ЦК партии по работе среди Ленинского призыва в заводах Мотовилихе и Надеждинском на Урале до 1926 г. Начиная с 1926 г. на руководящей работе в партийных органах: зав. Агитпроп 1 райкома партии г. Свердловска, инструктор, затем зав. Орготделом Свердловского окружкома партии до 1930 г. С 1930 работала зав.отделом Пермского Горкома партии, с 1932 зав. отделом 4 Райкома партии г. Свердловска. С 1934 в г. Воронеже работает секретарём парткома завода имени Ленина, потом секретарём Ворошиловского райкома партии Воронежа, член бюро Воронежского горкома и член Обкома партии.
В 1937 году постановлением оргбюро ЦК партии была направлена в Ростов-на-Дону, где работала зав. промышленно-транспортным отделом Ростовского Горкома партии.

## Арест
Сочувствовала троцкистам. В марте 1938 года была арестована вместе с мужем. До 1946 года находилась в заключении в Карагандинском лагере. С 1950 года работала в Южном Казахстане экономистом МТС и до 1957 года в совхозе Пахта-Арал.
В феврале-марте 1956 г. полностью реабилитирована ЦК КПСС и восстановлена в партии с прежним стажем. С 1957 года постоянно проживала в Ленинграде вместе с семьёй старшего сына.
В 1957 году приезжала в Свердловск на встречу первых комсомолок Урала.

## Награды
Награждена орденом Ленина, орденом Октябрьской Революции и медалями.

## Память
В Кировском районе Свердловска до 1991 г. существовала улица Риммы Юровской. Ныне — ул. Владимира Высоцкого.
В Кирове с 1986 года существует улица Риммы Юровской.